# Ibal-pi-El I
Ibal-pi-El I (połowa XIX w. p.n.e.) – król Esznunny, założyciel (ok. 1860 r. p.n.e.) nowej amoryckiej dynastii, któremu przejściowo, dzięki pomocy ludów Turukku, udało się stworzyć rozległe państwo, obejmujące dużą część północnej i środkowej Mezopotamii. Granice tego państwa sięgały na zachodzie Eufratu (na wysokości Rapiqum), a na północy rejonu rzeki Chabur oraz miasta Aszur nad Tygrysem.

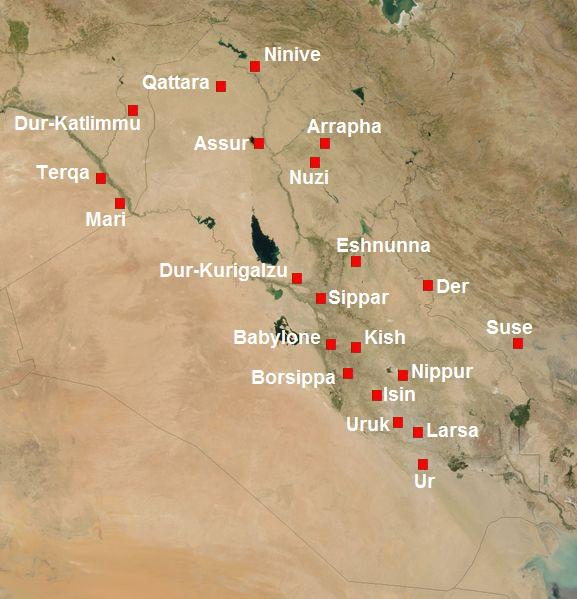
Mapa Mezopotamii w II tys. p.n.e. z zaznaczoną Esznunną.